# Okręg wyborczy nr 96 do Sejmu Polskiej Rzeczypospolitej Ludowej (1989–1991)
Okręg wyborczy nr 96 do Sejmu Polskiej Rzeczypospolitej Ludowej (1989–1991) obejmował Tarnów oraz gminy Bochnia, Bochnia (gmina wiejska), Borzęcin, Brzesko, Ciężkowice, Czchów, Dębno, Gnojnik, Gromnik, Iwkowa, Lipnica Murowana, Łapanów, Nowy Wiśnicz, Pleśna, Rzezawa, Skrzyszów, Szczurowa, Tarnów (gmina wiejska), Tuchów, Wierzchosławice, Wojnicz, Zakliczyn i Żegocina (województwo tarnowskie). W ówczesnym kształcie został utworzony w 1989. Wybieranych było w nim 5 posłów w systemie większościowym.
Siedzibą okręgowej komisji wyborczej był Tarnów.

## Wybory parlamentarne 1989

### Mandat nr 374 –Polska Zjednoczona Partia Robotnicza
| Kandydat | I tura | I tura | II tura | II tura |
| Kandydat | Głosów | %      | Głosów  | %       |
| --- | ------ | ------ | ------- | ------- |
| Zdzisław Czarnobilski                                                                                          | 41 998 | 26,37  | 27 283  | 47,80   |
| Jacek Kolan | 17 711 | 11,12  | 16 251  | 28,47   |
| Jerzy Koziara                                                                                                  | 14 166 | 8,90   | —       | —       |
| Liczba głosów ważnych: 159 253 (I tura) • 57 082 (II tura) Źródło: Państwowa Komisja Wyborcza I tura i II tura |        |        |         |         |

### Mandat nr 375 –Zjednoczone Stronnictwo Ludowe
| Kandydat | I tura | I tura | II tura | II tura |
| Kandydat | Głosów | %      | Głosów  | %       |
| --- | ------ | ------ | ------- | ------- |
| Franciszek Kieć                                                                                                | 64 355 | 39,91  | 32 783  | 57,22   |
| Stanisław Partyła                                                                                              | 21 298 | 13,21  | 18 321  | 31,98   |
| Edward Boroń                                                                                                   | 17 167 | 10,65  | —       | —       |
| Liczba głosów ważnych: 161 242 (I tura) • 57 289 (II tura) Źródło: Państwowa Komisja Wyborcza I tura i II tura |        |        |         |         |

### Mandat nr 376 – bezpartyjny
| Kandydat                                                          | Głosów  | %     |
| ----------------------------------------------------------------- | ------- | ----- |
| Karol Krasnodębski                                                | 134 635 | 81,73 |
| Mieczysław Menżyński                                              | 13 039  | 7,92  |
| Józef Latocha                                                     | 6944    | 4,22  |
| Liczba głosów ważnych: 164 727 Źródło: Państwowa Komisja Wyborcza |         |       |

### Mandat nr 377 – bezpartyjny
| Kandydat                                                          | Głosów  | %     |
| ----------------------------------------------------------------- | ------- | ----- |
| Jerzy Orzeł                                                       | 132 635 | 84,56 |
| Franciszek Kaczmarczyk                                            | 10 027  | 6,39  |
| Zdzisława Gnoińska                                                | 7604    | 4,85  |
| Stanisław Paszkot                                                 | 2221    | 1,42  |
| Liczba głosów ważnych: 156 859 Źródło: Państwowa Komisja Wyborcza |         |       |

### Mandat nr 456 –Zjednoczone Stronnictwo Ludowe
| Kandydat                                                         | Głosów | %     |
| ---------------------------------------------------------------- | ------ | ----- |
| Józef Zegar                                                      | 21 114 | 37,16 |
| Stanisław Grabowski                                              | 17 905 | 31,51 |
| Liczba głosów ważnych: 56 823 Źródło: Państwowa Komisja Wyborcza |        |       |